# Gabinete Santokhi
El gabinete Santokhi es un gabinete surinamés dirigido por el presidente Chan Santokhi del Partido de la Reforma Progresista (VHP). Su predecesor, Desi Bouterse le entregó el poder el 16 de julio de 2020 y tomó posesión de su gabinete el mismo día. El vicepresidente es Ronnie Brunswijk del Partido de Liberación General y Desarrollo (ABOP) y los vicepresidentes adjuntos son Albert Ramdin (VHP) y Marie Levens (NPS).
Después de las elecciones de 2020, cuatro partidos acordaron su cooperación el 30 de mayo. El gabinete está formado por el Partido de la Reforma Progresista (VHP, 20 escaños), Partido de Liberación General y Desarrollo (ABOP, 8 escaños), Partido Nacional de Surinam (NPS, 3 escaños) y Imperio Glorioso (PL, 2 escaños). Juntos tienen 33 (65%) de los 51 escaños. El 18 y 19 de julio de 2020, el nuevo equipo de gobierno se retiró para un fin de semana de trabajo en equipo en el Courtyard del Marriott Hotel.
El 15 de febrero de 2023, el NPS abandonó la coalición. Según el líder Gregory Russia, su partido no haría ninguna contribución significativa para influir en la política del gobierno. Los ministros Marie Levens (Ministra de Educación, Ciencia y Cultura) y Silvano Tjong Ahin (Ministro de Ordenación del Territorio y Medio Ambiente) recibieron instrucciones de renunciar.

## Economía

### Empezar con unestado basura
La elección de Chan Santokhi y Ronnie Brunswijk como presidente y vicepresidente por parte de la Asamblea Nacional tuvo lugar el 13 de julio. Ese día y el siguiente resultó que el gabinete anterior había llevado a la economía surinamesa al abismo financiero, con calificaciones crediticias tanto de Fitch Ratings como de Standard & Poor's para Surinam como 'in default' en esos mismos días. Este es el puntaje de calificación más bajo y también se considera el último paso antes de que un país quiebre. En un mes, la inflación había alcanzado una tasa anual del 35%.
El dólar surinamés era todavía la mitad del valor de la última parte del gobierno Bouterse II. En octubre de 2020 se supo que Surinam no podía cumplir con sus obligaciones de pago y había pedido a los acreedores una postergación del pago. Se tuvieron que pagar $26 millones en intereses a corto plazo, pero faltaba el dinero. La mala gestión económica y financiera del gabinete anterior fue una de las razones, pero también lo fue la pandemia del coronavirus. Se esperaba un déficit presupuestario de alrededor del 20% del PIB para el año 2020. En mayo de 2021, Surinam y el FMI llegaron a un acuerdo sobre la implementación de 34 medidas para sanear la economía.
Surgieron numerosas malas prácticas y mala gestión del gobierno anterior, incluido que Gillmore había prohibido a Hoefdraad y Desi Bouterse, los líderes anteriores de CBvS y del país, publicar informes anuales de CBvS. Finalmente, los informes anuales de 2016 a 2018 fueron publicados por el gabinete de Santokhi en enero de 2022.
A principios de 2021, se dictaron sentencias de años de prisión contra Hoefdraad (en apelación, en rebeldía), y en primera instancia contra Van Trikt, su socio comercial Ashween Angnoe, el ex director de SPSB Ginmardo Kromosoeto y el ex director Legal, Cumplimiento y Asuntos Internacionales del CBvS Faranaaz Alibaks-Hausil.

### Banco Mundial y FMI
En mayo de 2021, Surinam recibió un crédito de USD 23 millones del Banco Mundial para el Proyecto de Competitividad y Diversificación Sectorial. Esto tiene por objeto fortalecer la competitividad mediante la inversión en innovación, mejora y participación de la mujer. Entre abril de 2020 y 2021, los precios en Surinam aumentaron un 44,4 % y en el conjunto de 2021 un 63,3 %.
A mediados de diciembre de 2021, China e India, como acreedores, accedieron a la propuesta del Fondo Monetario Internacional, abriendo el camino para reprogramar la deuda de USD 4 mil millones por un paquete de ayuda de USD 690 millones. La aprobación del FMI llegó una semana y media después y el primer tramo de USD 55 millones se transfirió antes de Navidad. El crédito se proporciona al 1% de interés y tiene como objetivo hacer que Surinam sea económicamente sólido y estable. Para el cálculo de la inflación en América del Sur para 2021, la Comisión Económica para América Latina y el Caribe (CEPAL) dejó fuera de los cálculos a cuatro países, entre ellos Surinam (60,6%), debido a que la inflación allí fue demasiado alta en comparación con el resto de países.

## Gabinete Ministerial
El 14 de julio de 2020, Ronnie Brunswijk anunció los siguientes nombres de los ministros entrantes. Dos días después, el equipo de ministros tomó juramento. De los diecisiete ministerios, 8 son ocupados por el VHP, 5 por la ABOP, 2 por el NPS y también 2 por el PL.
El presidente Santokhi declaró en febrero de 2022 que quería que el NPS se involucrara. Brunswijk solo hubiera querido estar de acuerdo con esto si el NPS ocuparía puestos del VHP, lo que luego sucedió con la formación.
     Partido de Reforma Progresista
     Partido de Liberación General y Desarrollo
     Imperio Glorioso
     Partido Nacional de Surinam

### Presidente de la República de Surinam
| Fotografía | Presidente    | Período             | Período     | Partido | Partido |
| Fotografía | Presidente    | Inicio              | Fin         | Partido | Partido |
| ---------- | ------------- | ------------------- | ----------- | ------- | ------- |
|            | Chan Santokhi | 16 de julio de 2020 | En el cargo |         |         |

### Vicepresidente de la República de Surinam
| Fotografía | Vicepresidente   | Período             | Período     | Partido | Partido |
| Fotografía | Vicepresidente   | Inicio              | Fin         | Partido | Partido |
| ---------- | ---------------- | ------------------- | ----------- | ------- | ------- |
|            | Ronnie Brunswijk | 16 de julio de 2020 | En el cargo |         |         |

### Ministerios
| Ministerio                                                  | Fotografía | Titular               | Período                  | Período                  | Partido | Partido |
| Ministerio                                                  | Fotografía | Titular               | Inicio                   | Fin                      | Partido | Partido |
| ----------------------------------------------------------- | ---------- | --------------------- | ------------------------ | ------------------------ | ------- | ------- |
| Agricultura, Ganadería y Pesca                              |            | Prahlad Sewdien       | 16 de julio de 2020      | En el cargo              |         |         |
| Asuntos Económicos, Emprendimiento e Innovación Tecnológica |            | Saskia Walden         | 16 de julio de 2020      | 19 de abril de 2022      |         |         |
| Asuntos Económicos, Emprendimiento e Innovación Tecnológica |            | Rishma Kuldipsingh    | 19 de abril de 2022      | En el cargo              |         |         |
| Asuntos Laborales, Empleo y Juventud                        |            | Rishma Kuldipsingh    | 16 de julio de 2020      | 19 de abril de 2022      |         |         |
| Asuntos Laborales, Empleo y Juventud                        |            | Steven Mac Andrew     | 19 de abril de 2022      | En el cargo              |         |         |
| Bienestar y Vivienda                                        |            | Uraiqit Ramsaran      | 16 de julio de 2020      | 11 de diciembre de 2023  |         |         |
| Bienestar y Vivienda                                        |            | Ines Pané             | 11 de diciembre de 2023  | En el cargo              |         |         |
| Defensa                                                     |            | Krishna Mathoera      | 16 de julio de 2020      | En el cargo              |         |         |
| Educación, Ciencia y Cultura                                |            | Marie Levens          | 16 de julio de 2020      | 17 de marzo de 2023      |         | NPS     |
| Educación, Ciencia y Cultura                                |            | Krishna Mathoera      | 17 de marzo de 2023      | 2 de mayo de 2023        |         |         |
| Educación, Ciencia y Cultura                                |            | Henry Ori             | 2 de mayo de 2023        | En el cargo              |         |         |
| Finanzas y Planificación                                    |            | Armand Achaibersing   | 16 de julio de 2020      | 28 de septiembre de 2022 |         |         |
| Finanzas y Planificación                                    |            | Stanley Raghoebarsing | 28 de septiembre de 2022 | En el cargo              |         |         |
| Interior                                                    |            | Bronto Somohardjo     | 16 de julio de 2020      | En el cargo              |         |         |
| Justicia y Policía                                          |            | Kenneth Amoksi        | 16 de julio de 2020      | En el cargo              |         |         |
| Obras Públicas                                              |            | Riad Nurmohamed       | 16 de julio de 2020      | En el cargo              |         |         |
| Ordenación del Territorio y Medio Ambiente                  |            | Silvano Tjong Ahin    | 16 de julio de 2020      | 17 de marzo de 2023      |         | NPS     |
| Ordenación del Territorio y Medio Ambiente                  |            | Steven Mac Andrew     | 17 de marzo de 2023      | 2 de mayo de 2023        |         |         |
| Ordenación del Territorio y Medio Ambiente                  |            | Marciano Dasai        | 2 de mayo de 2023        | En el cargo              |         |         |
| Ordenación de Tierras y Bosques                             |            | Diana Pokie           | 16 de julio de 2020      | 3 de agosto de 2021      |         |         |
| Ordenación de Tierras y Bosques                             |            | Dinotha Vorswijk      | 3 de agosto de 2021      | En el cargo              |         |         |
| Planificación Física, Ordenación de Tierras y Silvicultura  |            | Gracia Emanuel        | 16 de julio de 2020      | En el cargo              |         |         |
| Recursos Naturales                                          |            | David Abiamofo        | 16 de julio de 2020      | En el cargo              |         |         |
| Relaciones Exteriores, Negocios y Cooperación Internacional |            | Albert Ramdin         | 16 de julio de 2020      | En el cargo              |         |         |
| Salud Pública                                               |            | Amar Ramadhin         | 16 de julio de 2020      | En el cargo              |         |         |
| Transportes, Comunicaciones y Turismo                       |            | Albert Jubithana      | 16 de julio de 2020      | 13 de diciembre de 2023  |         |         |
| Transportes, Comunicaciones y Turismo                       |            | Uraiqit Ramsaran      | 13 de diciembre de 2023  | En el cargo              |         |         |